# Hasselt (huyện)
Huyện Hasselt (tiếng Hà Lan: Arrondissement Hasselt; tiếng Pháp: Arrondissement de Hasselt) là một trong ba huyện hành chính ở tỉnh Limburg,  Bỉ.
Huyện này vừa là huyện hành chính và huyện tư pháp. Tuy nhiên,  huyện tư pháp Hasselt cũng bao gồm các đô thị of Lommel,  Hamont-Achel,  Neerpelt,  Overpelt,  Hechtel-Eksel,  Peer và Houthalen-Helchteren ở huyện Maaseik.

## Các đô thị
Huyện hành chính Hasselt bao gồm các đô thị sau:
| - As - Beringen - Diepenbeek - Genk - Gingelom - Halen - Ham - Hasselt - Herk-de-Stad | - Heusden-Zolder - Leopoldsburg - Lummen - Nieuwerkerken - Opglabbeek - Sint-Truiden - Tessenderlo - Zonhoven - Zutendaal |